# Rajd Genewy 1956
Rajd Genewy 1956 (25. Rallye International de Geneve) – 25. edycja rajdu samochodowego Rajdu Genewskiego rozgrywanego w Szwajcarii. Rozgrywany był od 25 do 27 maja 1956 roku. Była to szósta runda Rajdowych Mistrzostw Europy w roku 1956.

## Klasyfikacja rajdu
| Miejsce                     | Kierowca                    | Pilot                       | Samochód                    | Czas                        | Strata                      |                             |
| Klasyfikacja generalna, ERC | Klasyfikacja generalna, ERC | Klasyfikacja generalna, ERC | Klasyfikacja generalna, ERC | Klasyfikacja generalna, ERC | Klasyfikacja generalna, ERC | Klasyfikacja generalna, ERC |
| --------------------------- | --------------------------- | --------------------------- | --------------------------- | --------------------------- | --------------------------- | --------------------------- |
| 1.                          | Stefan Brugger              | Federico Karrer             | DKW F 91                    | 0                           | 0.0                         |                             |
| 2.                          | Max Beyer                   | Xavier Perrot               | Porsche 356 Carrera         | 1                           | +0                          |                             |
| 3.                          | Bruno Martignoni            | Vittorio Vanini             | Alfa Romeo 1900 TI          | 5                           | +4                          |                             |
| 4.                          | Ruth Lautmann               | Renate Utermöhl             | Ford Taunus 15M             | 5                           | +4                          |                             |
| 5.                          | Georges Houel               | Raymond Bertramier          | Alfa Romeo Zagato           | 7                           | +7                          |                             |
| 6.                          | Cedric                      | Roger Calame                | Alfa Romeo 1900 CSS         | 9                           | +8                          |                             |
| 7.                          | André Wicky                 | Carlo Bornand               | Triumph TR2                 | 10                          | +10                         |                             |
| 8.                          | Reinhold Steffen            | Gőrgen                      | Peugeot 403                 | 15                          | +15                         |                             |
| 9.                          | Robert Dubuet               | Guy Dupré                   | Peugeot 403                 | 17                          | +17                         |                             |
| 10.                         | Walter Schock               | Rolf Moll                   | Mercedes-Benz 300 SL W198 I | 18                          | +17                         |                             |